# Dariba Kalan
Pour les articles homonymes, voir Kalan.

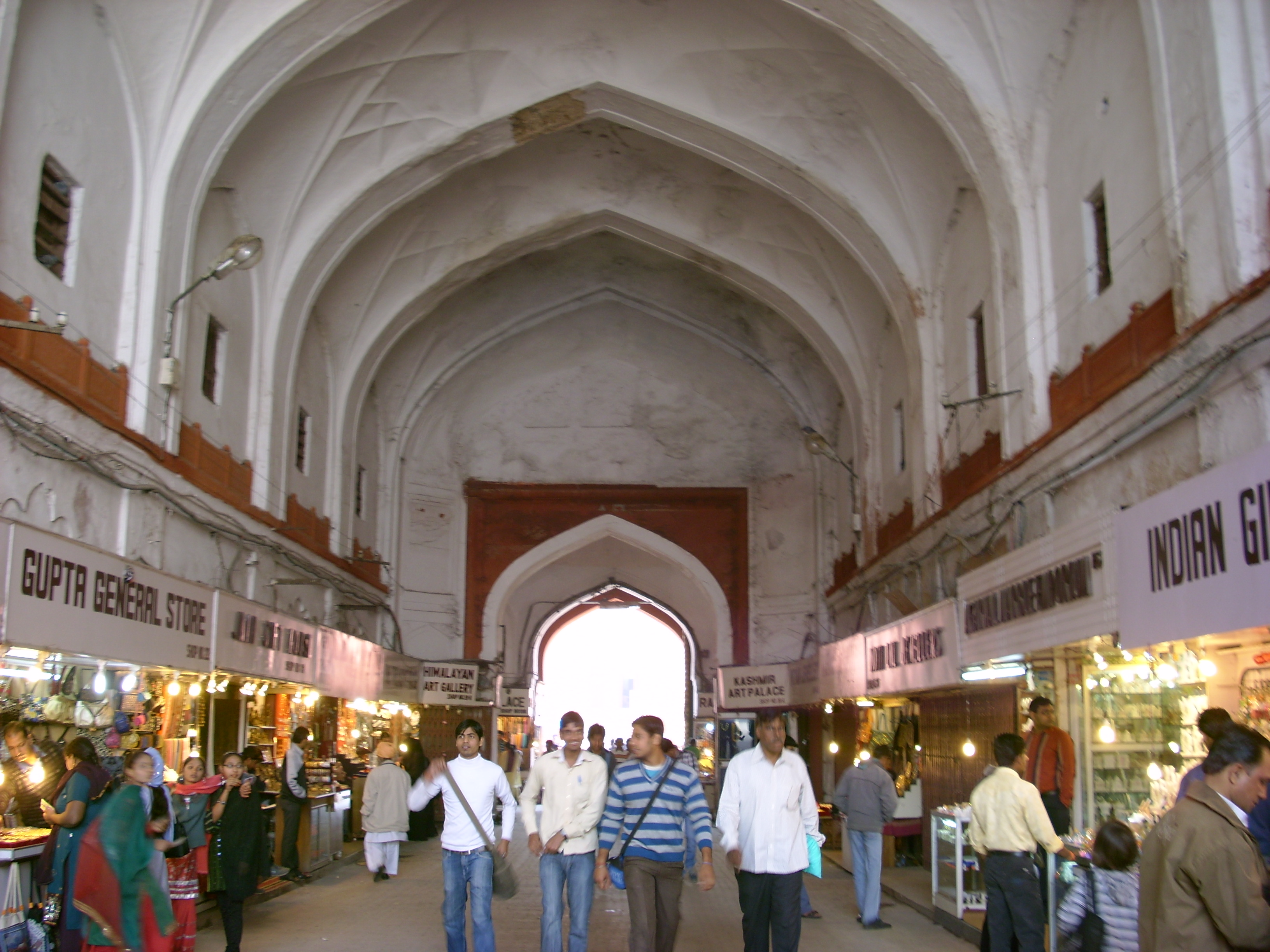
Vue du Dariba Kalan depuis le Fort Rouge.

Dariba Kalan (en hindi : दरीबा कलान, en français : incomparable perle), est une rue du XVIIe siècle située  à Chandni Chowk (Old Delhi). C'est le plus grand marché de bijouterie de l'Inde,. Il relie Chandni Chowk au Jama Masjid.

## Histoire
Il tire son nom du persan Dur-e be-Baha  (« perle inégalée »), en référence à son marché célèbre pour les pierres précieuses, l'or, l'argent et les bijoux.
De nos jours, la plupart des magasins vendent argent, or, kundan (en), polki, diamants et bijoux de fantaisie. Certains négocient une variété spéciale de parfum.

## Dans la culture populaire
Dariba Kalan est mentionné dans la chanson populaire Kajra Re (en) du film hindi Bunty Aur Babli, sorti en 2005.